# Dario Penne
Dario Penne (Trieste, 17 febbraio 1938 – Roma, 15 febbraio 2023) è stato un attore, doppiatore e direttore del doppiaggio italiano.

## Biografia

### Carriera
Come attore prese parte ad alcuni film, ma fu soprattutto attivo in televisione.
Divenne noto soprattutto come doppiatore principale degli attori Anthony Hopkins, Michael Caine, Christopher Lloyd, James Cromwell, Tommy Lee Jones, Ben Kingsley, F. Murray Abraham e John Lithgow. Doppiò anche Alan Rickman in Michael Collins, Gary Oldman in Dracula di Bram Stoker, Donald Sutherland nella miniserie I pilastri della Terra e il robot Bender nel cartone animato Futurama creato da Matt Groening. Nel 2007 partecipò al ridoppiaggio de Il padrino e Il padrino - Parte II, diretto da Rodolfo Bianchi, doppiando rispettivamente John Marley nel ruolo di Jack Woltz e Lee Strasberg in quello di Hyman Roth. L'anno successivo collaborò all'album Le dimensioni del mio caos di Caparezza come voce del giudice in coda alle tracce 7 e 8. Doppiò, inoltre, il personaggio del robot Sentinel Prime  (che nell'originale aveva la voce di Leonard Nimoy) nel film Transformers 3.

### Morte
Dario Penne è morto a Roma il 15 febbraio 2023, due giorni prima del suo 85º compleanno. I funerali si sono svolti il giorno seguente nella Chiesa degli artisti in piazza del Popolo.

## Filmografia

### Cinema
- Non ho tempo, regia di Ansano Giannarelli (1973)
- Una vita scellerata, regia di Giacomo Battiato (1990)
- Volevo i pantaloni, regia di Maurizio Ponzi (1990)
- Blu Notte, regia di Giorgio Serafini (1992)
- La frontiera, regia di Franco Giraldi (1996)

### Televisione
- I promessi sposi, regia di Sandro Bolchi – miniserie TV (1967)
- Breve gloria di mister Miffin, regia di Anton Giulio Majano – miniserie TV (1967)
- Una coccarda per il re, regia di Dante Guardamagna – film TV (1970)
- Giallo di sera, regia di Guglielmo Morandi – miniserie TV (1971)
- E le stelle stanno a guardare, regia di Anton Giulio Majano – miniserie TV (1971)
- Sotto il placido Don, regia di Vittorio Cottafavi – miniserie TV (1974)
- Tecnica di un colpo di stato: la marcia su Roma, regia di Silvio Maestranzi – miniserie TV (1978)
- L'eredità della priora, regia di Anton Giulio Majano – miniserie TV (1980)
- Un bambino in fuga - Tre anni dopo, regia di Mario Caiano – miniserie TV (1991)
- Ferrari, regia di Carlo Carlei – miniserie TV (2003)
- Distretto di Polizia – serie TV, episodio 4x04 (2003)
- R.I.S. - Delitti imperfetti – serie TV, episodio 1x10 (2005)
- Papa Luciani - Il sorriso di Dio, regia di Giorgio Capitani – miniserie TV (2006)
- Don Matteo – serie TV, episodio 6x15 (2008)
- Un medico in famiglia – serie TV, episodio 6x18 (2009)
- Max e Hélène, regia di Giacomo Battiato – film TV (2015)
- Narcissus, regia di Ugo Minghini – miniserie TV, episodio 1x01 (2015)

### Cortometraggi
- Nel mio giardino di Andrea Andolina e Valentina Burolo (2014)
- La cura di Andrea Andolina (2015)

## Prosa radiofonica Rai
- Don Giovanni al rogo di Alfredo Balducci, regia di Dante Raiteri, trasmessa il 7 gennaio 1976.
- Scampolo di Dario Niccodemi, regia di Gennaro Magliulo, trasmessa il 7 marzo 1977.[3]
- La scelta di Aleksej Arbuzov, regia di Marco Visconti, trasmessa il 18 settembre 1977.
- La meteora di Friedrich Dürrenmatt, regia di Umberto Benedetto, trasmessa il 22 settembre 1977.

## Radio
- Narbas nello sceneggiato Tex - Mefisto! (2012) di Radio2

## Doppiaggio

### Film
- Anthony Hopkins in Ore disperate, Il silenzio degli innocenti, Hannibal (entrambi i doppiaggi), Red Dragon, Amistad, Quel che resta del giorno, Viaggio in Inghilterra, Vento di passioni, Gli intrighi del potere - Nixon, Surviving Picasso, L'urlo dell'odio, La maschera di Zorro, Vi presento Joe Black, Instinct - Istinto primordiale, Titus, Mission: Impossible 2, Cuori in Atlantide, Bad Company - Protocollo Praga, La macchia umana, Alexander, Proof - La prova, Indian - La grande sfida, Tutti gli uomini del re, Bobby, Il caso Thomas Crawford, La leggenda di Beowulf, Slipstream - Nella mente oscura di H., Wolfman, Quella sera dorata, Incontrerai l'uomo dei tuoi sogni, Il rito, Thor, Passioni e desideri, Red 2, Thor: The Dark World, Noah, Il caso Freddy Heineken, Premonitions, Go with Me - Sul sentiero della vendetta, Conspiracy - La cospirazione, Autobahn - Fuori controllo, Transformers - L'ultimo cavaliere, Thor: Ragnarok, I due papi, The Father - Nulla è come sembra, Sicario - Ultimo incarico, The Son, Armageddon Time - Il tempo dell'apocalisse
- Michael Caine in Ghiaccio blu, Sfida tra i ghiacci, Little Voice - È nata una stella, Le regole della casa del sidro (entrambi i doppiaggi), Austin Powers in Goldmember, Quicksand - Accusato di omicidio, The Statement - La sentenza, Batman Begins, The Weather Man - L'uomo delle previsioni, I figli degli uomini, Un colpo perfetto, Il cavaliere oscuro, Inception, Il cavaliere oscuro - Il ritorno, Mister Morgan, Interstellar, Harry Brown, Kingsman - Secret Service, Youth - La giovinezza, The Last Witch Hunter - L'ultimo cacciatore di streghe, Insospettabili sospetti, Caro dittatore, Alice e Peter, Tenet, L'ultimo libro
- Tommy Lee Jones in Occhi di Laura Mars (ridoppiaggio), Uccidete la colomba bianca, Men in Black, Men in Black II, Il fuggitivo, Il cliente, Blue Sky, Trappola in alto mare, Tra cielo e terra, U.S. Marshals - Caccia senza tregua, Regole d'onore, Colpevole d'innocenza, The Hunted - La preda, The Missing, Le tre sepolture, Men in Black 3, The Homesman, Il matrimonio che vorrei, Cose nostre - Malavita, Criminal, Jason Bourne, Mechanic: Resurrection
- Christopher Lloyd in Chi ha incastrato Roger Rabbit, Perché proprio a me?, Otto uomini fuori, 4 pazzi in libertà, Ritorno al futuro - Parte II, Ritorno al futuro - Parte III, Cose dell'altro mondo, Dennis la minaccia, Un pezzo da 20, Vacanze a modo nostro, Pagemaster - L'avventura meravigliosa, Un genio in pannolino, Interstate 60, Piranha 3D, Un milione di modi per morire nel West, Le avventure di Mickey Matson - Il codice dei pirati, Mickey Matson e la macchina alchemica, Io sono nessuno
- Ben Kingsley in I signori della truffa, Fotografando i fantasmi, The Assignment - L'incarico, La casa stregata!, Sexy Beast - L'ultimo colpo della bestia, Da che pianeta vieni?, A.I. - Intelligenza artificiale, La casa di sabbia e nebbia, Transsiberian, Fa' la cosa sbagliata, Shutter Island, Hugo Cabret
- James Cromwell in L'eliminatore - Eraser, Larry Flynt - Oltre lo scandalo, Primo contatto, Deep Impact, La figlia del generale, Lo scapolo d'oro, Al vertice della tensione, Il miglio verde, W., Un anno da ricordare, Jurassic World - Il regno distrutto, Marcia per la libertà
- F. Murray Abraham in Scoprendo Forrester, Piazza delle Cinque Lune, Il mercante di pietre, Carnera - The Walking Mountain, Barbarossa, Dead Man Down - Il sapore della vendetta, 11 settembre 1683, Ti ho cercata in tutti i necrologi, Il mistero di Dante
- Christopher Walken in Cortesie per gli ospiti, Fratelli, The Opportunists, Una ragazza sfrenata, Illuminata, Amore estremo - Tough Love, 5 dollari al giorno, 7 psicopatici, Eddie the Eagle - Il coraggio della follia, L'unica
- John Lithgow in Cliffhanger - L'ultima sfida (entrambi i doppiaggi), Il rapporto Pelican, Alla ricerca dello stregone, Don Chisciotte, Erba nostrana, Tu chiamami Peter, I Love Shopping, Una proposta per dire sì, Questi sono i 40, Pet Sematary
- Dennis Hopper in Basquiat, La terra dei morti viventi, Space Truckers, Super Mario Bros., Nell'occhio del ciclone, Waterworld, Tycus, Palermo Shooting, Swing Vote - Un uomo da 300 milioni di voti
- Terence Stamp in Wanted - Scegli il tuo destino, Agente Smart - Casino totale, Yes Man, I guardiani del destino, Una canzone per Marion, Big Eyes, Murder Mystery
- Derek Jacobi in Enrico V, Gosford Park, Hereafter, Anonymous, Marilyn, Grace di Monaco, Tomb Raider
- Ian Holm in Frankenstein di Mary Shelley, Il quinto elemento, Una vita esagerata, La mia vita a Garden State, Lord of War, Delitti e segreti
- Alan Rickman in Michael Collins, Gambit - Una truffa a regola d'arte, The Butler - Un maggiordomo alla Casa Bianca, Le regole del caos
- Alan Alda in What Women Want - Quello che le donne vogliono, The Aviator, La rivincita del campione, Tower Heist - Colpo ad alto livello, La risposta è nelle stelle
- Gabriel Byrne in Amori & segreti, La maschera di ferro, Giorni contati - End of Days, Shade - Carta vincente
- Bob Gunton in Demolition Man, Delitti inquietanti, La tempesta perfetta, Viaggio in paradiso, Di nuovo in gioco
- John Hurt in Oltre il limite, Indiana Jones e il regno del teschio di cristallo, Immortals, Jackie
- Tom Wilkinson in La ragazza con l'orecchino di perla, Un giorno per sbaglio, Il ritorno di Mr. Ripley, Marigold Hotel
- Héctor Elizondo in Turbulence - La paura è nell'aria, Se scappi, ti sposo, Appuntamento con l'amore, Capodanno a New York
- Robert Duvall in I padroni della notte, Jack Reacher - La prova decisiva, In Dubious Battle - Il coraggio degli ultimi
- Lance Henriksen in Boulevard, The Untold - Agguato nel buio
- John Cleese in Harry Potter e la pietra filosofale, Harry Potter e la camera dei segreti, La tela di Carlotta
- Michael Douglas in Amarti a New York, Alla scoperta di Charlie, Last Vegas
- Clint Eastwood in L'uomo nel mirino, Scommessa con la morte, Nel centro del mirino
- Tom Skerritt in A servizio ereditiera offresi, In mezzo scorre il fiume, Contact
- Michael Murphy in Magnolia, X-Men - Conflitto finale, Sotto assedio - White House Down
- Peter Stormare in 8mm - Delitto a luci rosse, Minority Report, Constantine
- Sam Neill in L'ostaggio, Biancaneve nella foresta nera, Punto di non ritorno
- David Carradine in Gli anni della tentazione, Camille, Epic Movie
- Jim Norton in Come l'acqua per gli elefanti, Jimmy's Hall - Una storia d'amore e libertà, The Boy
- Udo Kier in Blade, Far Cry, Invincibile
- François Berléand in Les choristes - I ragazzi del coro, L'innocenza del peccato, Transporter 3
- Christopher Plummer in Wolf - La belva è fuori, Tutti i soldi del mondo, Cena con delitto - Knives Out
- George Carlin in Dogma, Scary Movie 3 - Una risata vi seppellirà
- Billy Connolly in Proposta indecente, Timeline - Ai confini del tempo
- Henry Silva in Professione: poliziotto, Nico
- Klaus Kinski in Commando Leopard
- Barry Newman in Daylight - Trappola nel tunnel, 40 giorni & 40 notti
- Peter Coyote in E.T. l'extra-terrestre, Deepwater
- James Caan in C'è un fantasma tra noi due, Small Apartments
- Jon Voight in Lara Croft: Tomb Raider, Beyond
- Richard Dreyfuss in Fratelli in erba, Red
- Albert Finney in I ricordi di Abbey, Ocean's Twelve
- Chevy Chase in Ellie Parker, Un tuffo nel passato
- Geoffrey Rush in Munich, Storia di una ladra di libri
- Robert Englund in Sinner - Peccato mortale, I Want to Be a Soldier
- Ian McShane in Death Race, 44 Inch Chest
- Stuart Wilson in Fuga da Absolom, Per una sola estate
- David Hayman in Il sarto di Panama, Ladri di cadaveri - Burke & Hare
- Miguel Sandoval in Ballistic, Oculus - Il riflesso del male
- Federico Mazzoli in Il cacciatore di anatre
- Ted Levine in Wild Wild West, Le colline hanno gli occhi
- Garry Chalk in Battle in Seattle - Nessuno li può fermare[4]
- Donald Sutherland in Animal House
- André Dussollier in Agents secrets, 36 Quai des Orfèvres, A casa nostra
- Michel Duchaussoy in Confidenze troppo intime, Il piccolo Nicolas e i suoi genitori
- Didier Flamand in I fiumi di porpora, Factotum
- Jeff Goldblum in Grand Budapest Hotel
- James Rebhorn in Appuntamento col ponte, The International
- Anthony Andrews in Il discorso del re
- Jim Broadbent in Inkheart - La leggenda di cuore d'inchiostro
- Brian Cox in Il ladro di orchidee
- Tom Everett in xXx
- Bruce McGill in Poliziotto in prova, Un poliziotto ancora in prova
- Gregory Itzin in Le idi di marzo
- Randall Duk Kim in Dragonball Evolution
- Billy Dee Williams in L'Impero colpisce ancora
- Tom Berenger in I mastini della guerra, Platoon
- Kris Kristofferson in Fire Down Below - L'inferno sepolto, Limbo
- Thomas Kretschmann in Blade II
- Jonathan Hyde in Jumanji
- Dean Stockwell in Air Force One
- Alan Dale in Star Trek - La nemesi
- John Getz in La tenera canaglia
- Larry King in I perfetti innamorati
- Jack Shepherd in La bussola d'oro
- Gary Oldman in Dracula di Bram Stoker
- Daniel von Bargen in L'uomo del giorno dopo, Fratello, dove sei?
- Alan Ford in Snatch - Lo strappo
- James Bolam in Fine di una storia
- Ricardo Montalbán in Star Trek II - L'ira di Khan
- Stephen Rea in Ritorno a Tara Road
- Jesse Ventura in Predator
- Rip Torn in RoboCop 3
- Wes Studi in Street Fighter - Sfida finale
- Lee Strasberg in Il padrino - Parte II (ridoppiaggio)
- Sergio Hernández in Chiamatemi Francesco - Il Papa della gente
- William Charles Mitchell in I pinguini di Mr. Popper
- Martin Balsam in Cape Fear - Il promontorio della paura
- Derren Nesbitt in Dove osano le aquile
- Edd Byrnes in Grease
- Lloyd Kino in Mortal Kombat
- Charles Cunningham in Amore con interessi
- Elliott Gould in Scalciando e strillando
- Gregory Sierra in Massima copertura
- Andrzej Seweryn in Schindler's List - La lista di Schindler, Somiglianza letale
- Shane Rimmer in Piccolo grande amore
- Adrian Schiller in Suffragette
- Steven Berkoff in Facile preda
- Norman Fell in Bella, pazza e pericolosa
- Jack Thompson in Mezzanotte nel giardino del bene e del male
- Peter Cicale in Quei bravi ragazzi
- Hal Holbrook in Il socio
- Donal Donnelly in The Dead - Gente di Dublino
- Charles Dance in Last Action Hero - L'ultimo grande eroe
- Jared Jussim in Jerry Maguire
- Jerry Matz in Margaret
- Tom Knickerbocker in The Master
- Patrick Bergin in Giochi di potere
- Tom Kane in Halloween - 20 anni dopo
- Ray Baker in Silverado
- Voce narrante in Cannibali domani
- James Coburn in Pat Garrett e Billy Kid
- J.T. Walsh in Good Morning, Vietnam
- Harry Ditson in La leggenda del pianista sull'oceano
- Sean Lawlor in Mega Shark Versus Giant Octopus
- John Mahoney in Impatto imminente
- Erwin Leder in Underworld
- Terry Norris in Le cronache di Narnia - Il viaggio del veliero
- Ren Ōsugi in Hana-bi - Fiori di fuoco
- T. Ryder Smith (Trickster) in Brainscan - Il gioco della morte
- John Phillip Law in Il Barone Rosso[senza fonte]

### Film d'animazione
- Gran Gufo in Eddy e la banda del sole luminoso
- Pagemaster in Pagemaster - L'avventura meravigliosa
- Herman in Natale con Yoghi
- Paulie in Una pasqua per Yoghi
- Dottor Philip Sherman in Alla ricerca di Nemo
- Butch in Come cani e gatti
- Presidente Bill Clinton in South Park - Il film: più grosso, più lungo & tutto intero
- 2 in 9
- Aristotele in Alexander - Cronache di guerra di Alessandro il Grande
- Luca in Sinbad - La leggenda dei sette mari
- Preminger in Barbie - La principessa e la povera
- Quill in Barbie Fairytopia
- Ferris in Barbie e la magia di Pegaso
- Emil in La sposa cadavere
- Nonno Molehog in L'era glaciale 2 - Il disgelo
- Miles in Barnyard - Il cortile
- Giamus in Gli Smile and Go e il braciere bifuoco
- Django in Ratatouille
- Il reverendo Ratto in Nome in codice: Brutto Anatroccolo
- Tony in Alpha and Omega
- Avellenda in Donkey Xote
- Stregone in Cenerentola e gli 007 nani
- Hovis in Le avventure del topino Despereaux
- Nigel Thornberry in La famiglia della giungla
- Joe in A Christmas Carol
- Finn McMissile in Cars 2
- Direttore della scuola in Pinocchio
- Axel Thurston in Eureka Seven
- Babbo Natale ne L'era Natale
- Voce narrante in Sam il ragazzo del West
- Nonno in Il viaggio di Norm
- Erode in Gli eroi del Natale
- Healer in Trash - La leggenda della piramide magica

### Serie televisive e film TV
- James Cromwell in Six Feet Under, American Horror Story: Asylum, Tradimenti, The Young Pope
- John Lithgow in Dexter, Louie
- Scott Wilson in Justified, The Walking Dead, The OA
- Héctor Elizondo in I signori del rum, Detective Monk
- Dennis Hopper in E-Ring, Crash
- Donald Sutherland in I pilastri della Terra, Crossing Lines
- Ian McShane in Deadwood, Kings
- George Segal in The Goldbergs
- Edward James Olmos in Battlestar Galactica
- Anthony Hopkins in Westworld - Dove tutto è concesso
- William Devane in 24
- G. W. Bailey in Major Crimes (ep. 85-105)
- Alan Alda in M*A*S*H (parte degli episodi delle stagioni 1-3), West Wing - Tutti gli uomini del Presidente
- Conrad Bain in Il mio amico Arnold (4ª voce)
- Caroll Spinney in Sesamo apriti
- Julian Glover in Il Trono di Spade
- Juan Fernández in La casa di carta
- Barry Flatman in Andromeda
- Richard Belzer in Homicide - Life on the Street, Homicide: The Movie
- Rolf Hoppe in La piovra 7 - Indagine sulla morte del commissario Cattani
- Jorge D'Elía in Perla nera
- Hugo Arana in Para vestir santos - A proposito di single
- Michael Mendl ne I predatori della città perduta
- Enrique Liporace in Grecia

### Cartoni animati
- Bender (1ª voce), Flexo e Billy West in Futurama
- Voce narrante degli episodi in Bem il mostro umano (ridoppiaggio)
- Brocken Jr. in Ultimate Muscle
- Hoody in Ergo Proxy
- Agente K in Men in Black
- Kawahara in Lei, l'arma finale
- Roku in Avatar - La leggenda di Aang
- Van Pelt in Jumanji
- Macbeth in Gargoyles - Il risveglio degli eroi
- Gatto del guardiacaccia ne Le avventure del bosco piccolo[5]
- Agente Barbrady in South Park
- Sharko in Sidekick
- Zio Bill in  I Dalton
- Dr. Eggman in Sonic X
- Preside Ranocchio in Quella scimmia del mio amico
- Rassimov in Huntik - Secrets & Seekers
- Dottor Rao in Conan il ragazzo del futuro (ridoppiaggio)
- Dornkirk in I cieli di Escaflowne
- Hiroshi Uchiyamada in Great Teacher Onizuka
- Dallis Zacklay in L'attacco dei giganti
- Generale Vulneraria in La collina dei conigli

### Documentari
- Voce narrante ne Il nostro pianeta
- Voce narrante/David Attenborough in David Attenborough - Una vita sul nostro pianeta
- Oliver Sacks in Viaggio al centro del cervello

### Cortometraggi
- Il Rosso Signore del Destino in I Signori del Destino
- Voce narrante in Blocco E, IV Piano di Sergio Bertani (2016)[6]
- Figlio di Rossella in A colloquio con Rossella
- Narratore in Casey vince ancora

### Videogiochi
- Alfred Pennyworth in Batman Begins[7]
- Django in Ratatouille
- Finn McMissile in Cars 2[8]
- Greene il maneggione in Epic Mickey 2: L'avventura di Topolino e Oswald[9]
- Bender in Futurama[10]
- Sir William Hawksmoor in Ghosthunter[11]
- Obi-Wan Kenobi anziano in Disney Infinity 3.0 (2015)[12]

### Audiolibri
- Camminare di Henry David Thoreau. Edizioni Full Color Sound - Roma, 2015
- Il ritratto di Dorian Gray di Oscar Wilde - 2010
- Orgoglio e Pregiudizio di Jane Austen. Libri vivi - 2016

### Musica
- Outro nel brano Vieni a ballare in Puglia di Caparezza e anche Abiura di me
- Outro nel brano Anthony Hopkins di Lucynine[13]

## Riconoscimenti
- Nastro d'argento
  - 2021 – Miglior doppiaggio maschile per Anthony Hopkins in The Father - Nulla è come sembra
- Festival del Doppiaggio Voci Nell'Ombra
  - 2015 – Anello D'Oro per il Miglior Doppiaggio di Tomaso Almeria nell'audiolibro "Il pozzo e il pendolo"
  - 2019 – Premio "Claudio G. Fava" alla carriera
- Gran Premio Internazionale del Doppiaggio
  - 2010 – Premio Miglior Doppiatore non Protagonista per il doppiaggio di Ben Kingsley in "Shutter Island"
- Todi Art Festival
  - 2010 – Premio Miglior Voce del Doppiaggio
- Gran Galà del Doppiaggio - Romics
  - 2004– Premio alla Carriera Maschile